# Kalilunjar (Pejawaran)
Kalilunjar is een bestuurslaag in het regentschap Banjarnegara van de provincie Midden-Java, Indonesië. Kalilunjar telt 1078 inwoners (volkstelling 2010).